# Lisa Christin Brunner

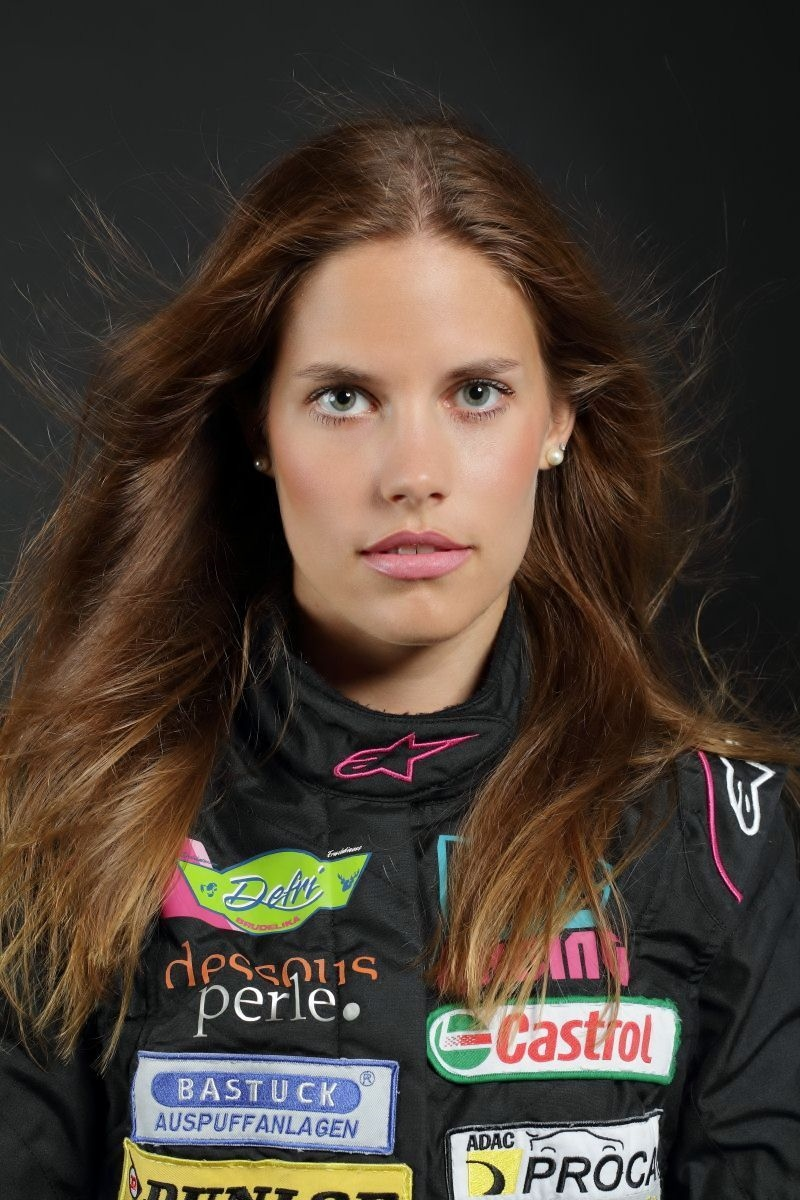
Lisa Christin Brunner

Lisa Christin Brunner (* 27. September 1992 in Bühl, Baden-Württemberg) ist eine deutsche Automobilrennfahrerin. 2016 gewann sie zum ersten Mal eine Meisterschaft in der Klasse 2T der Spezial Tourenwagen Trophy, dazu sicherte sie sich den Junioren-Titel.

## Karriere
Brunner begann ihre Motorsportkarriere 2005 im Kartsport, in dem sie bis 2013 aktiv war. 2014 wechselte sie in den Tourenwagensport und bestritt ihre ersten Tourenwagenrennen auf einem Mini John Cooper Works in der ADAC-Procar-Serie. Ihr bestes Saisonergebnis war ein vierter Platz auf dem Nürburgring. Sie bestritt nicht die komplette Saison, wurde aber trotzdem am Jahresende Dritte in der Rookiemeisterschaft.
2015 wechselte sie in den Renault Markenpokal Clio Cup Central Europe und versuchte sich in der Spezial-Tourenwagen-Trophy auf einem selbst aufgebauten Audi TT RS. Im Folgejahr ging sie erneut in beiden Serien an den Start. In der Spezial-Tourenwagen-Trophy fuhr sie fünf Klassensiege ein und wurde im Jahresklassement dritte; die Klasse 2T sowie den Junioren-Titel 2016 konnte sie gewinnen. Im Clio Cup Central Europe belegte sie im Autodrom Most den 7. Platz und damit ihr bestes Saisonergebnis.

## Persönliches
Neben ihrer Motorsportkarriere absolviert Brunner ein Fahrzeugtechnikstudium. Zuvor lebte sie für einige Zeit in Dänemark und studierte dort vier Semester Maschinenbau auf Englisch. Zum Motorsport kam sie durch ihren Vater, der selbst jahrelang im Motorsport unterwegs war.

## Statistik

### Karrierestationen
- 2005–2013 Kartsport (FIA Kart Europameisterschaft, Deutsche Kart Meisterschaft, ADAC Kart Masters, DMV Kart Challenge, Rhein-Main-Kart Cup)
- 2014 ADAC Procar
- 2015 Clio Cup Central Europe Gaststarts, Spezial-Tourenwagen-Trophy Gaststarts, 24-Stunden-Rennen von Dubai
- 2016 Clio Cup Central Europe Gaststarts, Spezial-Tourenwagen-Trophy